# Rosana Arbelo
Rosana Arbelo (Lanzarote, Illes Canàries, 24 d'octubre de 1963) és una cantautora canària.
Rosana ha venut més de 6.000.000 de còpies a escala internacional i nacional i ha donat més de 500 concerts a Espanya, Europa, Amèrica i Àsia des que al 1996, als 33 anys, llancés al mercat el seu primer disc Lunas Rotas.

## Trajectòria artística
Rosana va néixer a Lanzarote, a les Illes Canàries. És la petita d'una família de vuit germans. Als 20 anys es va traslladar a Madrid on va estudiar harmonia i guitarra.
El 1994, una cançó de la seva autoria, Foc i mel cantada per Esmeralda Grau, va guanyar el primer premi en el Festival de Benidorm, i a partir de llavors les seves composicions van començar a interessar a molts artistes.
L'any 1996 va enviar una maqueta a MCA, i va aconseguir un contracte discogràfic. El seu primer àlbum Lunas rotas va ser publicat al juny d'aquell mateix any i va tenir un notable èxit, convertint-se en àlbum de diamant en menys de dos anys. Incloïa el tema El talismán, el major èxit d'Espanya el 1996. Va decidir cantar ella mateixa les seves pròpies composicions i va publicar el seu primer àlbum: Lunas rotas.
La seva aparició a la llista de superventes va ser l'entrada més forta d'un artista nou en la història de la música a Espanya. Va aconseguir unes vendes de més d'1.600.000 de còpies del nostre país, i més de 900.000 en la resta del món. Lunas rotas es va publicar en més de 30 països, entre ells: Mèxic, Brasil, EUA, França, Alemanya, Japó i Corea. El director i productor cinematogràfic Quentin Tarantino va utilitzar dos de les seves cançons en la pel·lícula Tú asesina, que nosotras limpiamos la sangre.
Durant els següents anys, Rosana va continuar editant àlbums i realitzant gires per Europa i Llatinoamèrica. El 1998 es va ocupar de la composició i producció de l'himne oficial de la Selecció Espanyola per al mundial de Futbol de França. Aquell mateix any publicà el seu nou àlbum Luna nueva que va obtenir gran èxit de vendes, encara que mai va arribar als assoliments de Lunas rotas.
Rosana va actuar en el Festival Vinya del Mar de Xile i allí li va ser lliurat el màxim guardó del certamen, la Gavina de Plata, premi atorgat pel públic.
Al setembre del 2001 surt a la venda el seu disc de nom homònim Rosana. El seu nou treball, produït, compost i interpretat per ella, experimenta nous ritmes, producte directe d'haver nascut en les Illes Canàries on els gèneres musicals es fonen. Rosana (2001) va arribar al lloc nº#1 de vendes a Espanya, encara que només per una setmana.
El 23 de maig del 2003, en el Cercle de Belles Arts, Rosana presenta el seu primer llibre que porta per nom Rosana. Material Sensible. Cançons i Poemes editat per Edicions Aguilar. És una de selecció de pensaments, poemes, cançons escrites per a altres intèrprets, cançons ja interpretades per ella i altres inèdites. Carlos Tena, un dels millors crítics de la música espanyola, presenta el llibre qualificant a la cantautora com "una poetisa que sap fer cançons o una cantant que sap fer poemes […] una nòvia del mar"". Aquell mateix any la cantautora treballa en la creació d'un nou segell discogràfic des del qual es llançaran artistes novells.
L'1 de desembre de 2003, Rosana publica un doble CD gravat en directe amb 10 cançons noves, 12 dels seus èxits i dos videos. Marca Registrada, aquest quart àlbum de Rosana, és un disc diferent, ja que no només reuneix èxits i cançons volgudes de les seves tres anteriors discos, també estrena cançons inèdites. L'enregistrament es va realitzar en dos llocs diferents, davant de dos públics diferents, amb dos ambients diferents, amb dos plantejaments musicals diferents. El CD es va gravar a l'agost de 2003 a Manilva (Màlaga); l'altre, al setembre del mateix any en el Teatre Coliseum (Madrid).
El seu 5è disc, Màgia, àlbum llançat el 6 de juny del 2005, al mes de la seva sortida ja era disc de platí però va ser també el seu primer disc d'estudi que va fallar en arribar a la primera posició, arribant al lloc #3. L'any 2006, sortiria una edició especial anomenada Más Màgia, y en aquest disc canviaria de discogràfica passant-se a Warner Music Spain.
Entre elles, va treure un disc de Grandes éxitos el 26 de juny de 2005.
El juny de 2007, fent-ho coincidir amb la data en què va editar el seu primer àlbum Lunas rotas però 10 anys després, Rosana edita un disc molt especial que va anomenar De Casa a las Ventas, un cuadrúple en el qual inclou el seu primer àlbum remasterizat, les maquetes d'aquest disc en el qual s'inclouen 6 temes inèdits que en el seu moment no van formar part del mitològic Lunas rotas' tal com es van maquetar, i el directe que Rosana va donar en la plaça de toros de Las Ventas (Madrid), on per primera vegada un artista novell va penjar el rètol de "LOCALITATS ESGOTADES", a més dels videos i imatges d'arxiu que van tenir relació amb Lunas rotas'.
El 14 d'abril de 2009, va sortir a la venda el seu nou àlbum "A las buenas y a las malas". Amb aquest nou treball començà al juny una nova gira de concerts que la portà per tot Espanya i Llatino-Amèrica.

## Discografia
Àlbums
- 1996: "Lunas rotas" (+2.500.000 còpies)
- 1998: "Luna nueva" (+1.000.000 còpies)
- 2001: "Rosana" (+600.000 copies)
- 2003: "Marca registrada" (+400.000 còpies)
- 2005: "Magia" (+210.000 còpies)
- 2009: "A las buenas y a las malas" (+20.000 còpies)
- 2011: "Buenos días mundo"
- 2013: "8 lunas"

Recopilatoris - edicions especials
- 2005: "Grandes Éxitos" (Recopilatori)
- 2006: "Más magia" (Edició especial)
- 2007: "De casa a las ventas" (Edició especial) (+200.000 còpies)

## Premis
Lunas rotas
- Premi Ondas com a artista revelació i al millor àlbum.
- Premis de la Música (atorgats per l'SGAE i l'AIE) a l'autor revelació, a l'artista revelació i millor femení, i millor àlbum pop-rock.
- Disc de Platí europeu per les vendes superiors a un milió d'exemplars a Europa.

Luna nueva
- Premio Amigo (com a millor solista femenina)
- Premio Cope

Rosana
- Premi especial en el Festival Viña del Mar (Chile).
- Premi Gardel de la música com a millor artista femenina latina.

## Col·laboracions
Rosana ha col·laborat en cançons com són:
- Articolo 31 (Itàlia)
- Tributo a Duncan Dhu
- Homenaje México
- Villancico Canario (con Pedro Guerra)
- Mª Dolores Pradera
- The Harlem Gospel Singers
- Armando Manzanero
- Sting
- Raimundo Amador
- José Antonio Ramos
- Las Hijas del Sol
- Ketama

## Llibres
- Rosana. Material Sensible. Canciones y Poemas (23 de maig del 2003)